# Hörn
|  | Wiktionary har en ordboksartikel om hörn. |

Hörn är ett begrepp inom geometrin.
Inom plangeometrin kallas de punkter där sidorna i en polygon möts för hörn.
Inom rymdgeometrin kallas de punkter, där kanterna i en polyeder möts för hörn.
Inom analytisk geometri betecknar hörn en punkt på en kurva, där derivatan gör ett språng.
Inom grafteori är hörn (även kallade noder) en av beståndsdelarna i en graf.